# Giulio
Giulio  è un nome proprio di persona italiano maschile.

## Varianti
- Maschili
  - Alterati: Giulietto[1]
  - Composti: Giulio Cesare[5]
- Femminili: Giulia[1][4][5]

### Varianti in altre lingue
- Albanese: Xhulio, Juli
- Aragonese: Chulio
- Asturiano: Xulio[6], Xuliu
- Azero: Yuli
- Basco: Yuli[6], Julio
- Bielorusso: Юлій (Julij)
- Bosniaco: Julije
- Bretone: Jul
- Bulgaro: Юлий (Julij)
- Catalano: Juli[6], Juliol[6]
- Ceco: Julius
- Croato: Julije
- Danese: Julius
- Esperanto: Julio
- Finlandese: Julius
- Francese: Jules[2][3][5]
- Galiziano: Xulio[6]
- Gallese: Iŵl
- Greco moderno: Ιούλιος (Ioulios)
- Inglese: Julius[2][5][7]
- Irlandese: Iúil
- Islandese: Júlíus
- Latino: Iulius[1][2][7], Julius[2][4][5]
- Ligure: Giulio[8]
- Macedone: Јулиј (Julij)
- Mannese: Jool
- Norvegese: Julius
- Occitano: Juli
- Olandese: Julius
- Polacco: Juliusz[2][3]
  - Alterati: Julek[2]
- Portoghese: Julio[2][3], Júlio
- Rumeno: Iuliu[2]
- Russo: Юлий (Julij)[2][3]
  - Alterati: Юлик[9]
- Serbo: Јулије (Julije)
- Slovacco: Július[2]
- Sloveno: Julij[2]
- Spagnolo: Julio[2][3][5][6]
- Svedese: Julius
- Tedesco: Julius[2][5]
- Ucraino: Юлій (Julij)
- Ungherese: Gyula[2][3]

## Origine e diffusione

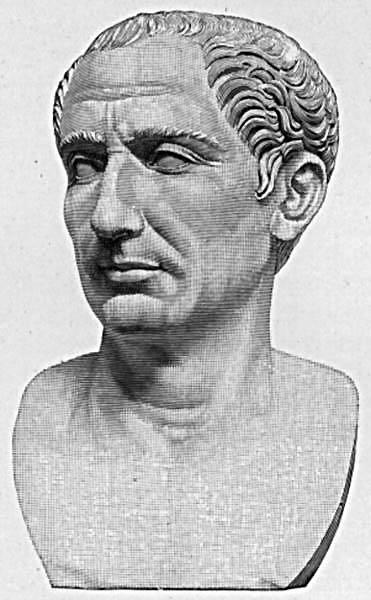
Gaio Giulio Cesare

Deriva dal latino Iulius, che era il nome gentilizio di un'antica e nobile famiglia romana, la Gens Iulia, il cui più illustre rappresentante fu Gaio Giulio Cesare; gli Iulii si vantavano di discendere da Ascanio, figlio di Enea, che era chiamato anche "Iulo" (dal greco ύλη, hylé, "bosco", oppure dal nome di Ilio), ma al di là della leggenda, più probabilmente il nome trae origine dalla forma arcaica Iovilios o Jovilios, che significa "sacro a Giove" o "discendente da Giove" (Iovis), oppure dal greco ιουλος (ioulos), che vuol dire "lanuginoso", "dalla barba lanuginosa" o "dalla capigliatura crespa".
Il nome era poco usato nel Medioevo, sebbene fosse stato portato da un buon numero di santi; solo in epoca rinascimentale venne riportato in voga in Italia e in Francia, da dove poi si espanse al resto d'Europa. Ad oggi è sostenuto, oltre che dal culto verso i santi così chiamati, anche dalla fama di diversi personaggi storici.

## Onomastico
L'onomastico può essere festeggiato in memoria di svariati santi, fra i quali, alle date seguenti:
- 31 gennaio, san Giulio di Orta, apostolo del Novarese[11]
- 12 aprile, san Giulio I, papa[11]
- 26 aprile, beato Julio Junyer Padern, sacerdote salesiano, martire a Barcellona[11]
- 27 maggio, san Giulio di Durostoro, detto "il Veterano", legionario romano martire a Silistra sotto Diocleziano[11]
- 22 giugno (o 1º luglio), san Giulio, martire con altri compagni a Caerleon sotto Diocleziano[11][12]
- 8 luglio, beato Giulio, eremita e poi laico nel monastero di Montevergine[11]
- 19 agosto, san Giulio, senatore e martire a Roma sotto Commodo[11]
- 5 dicembre, san Giulio, martire a Tagura in Numidia[13]
- 20 dicembre, san Giulio, martire a Gildava, in Tracia[14]

## Persone

Giulio Andreotti

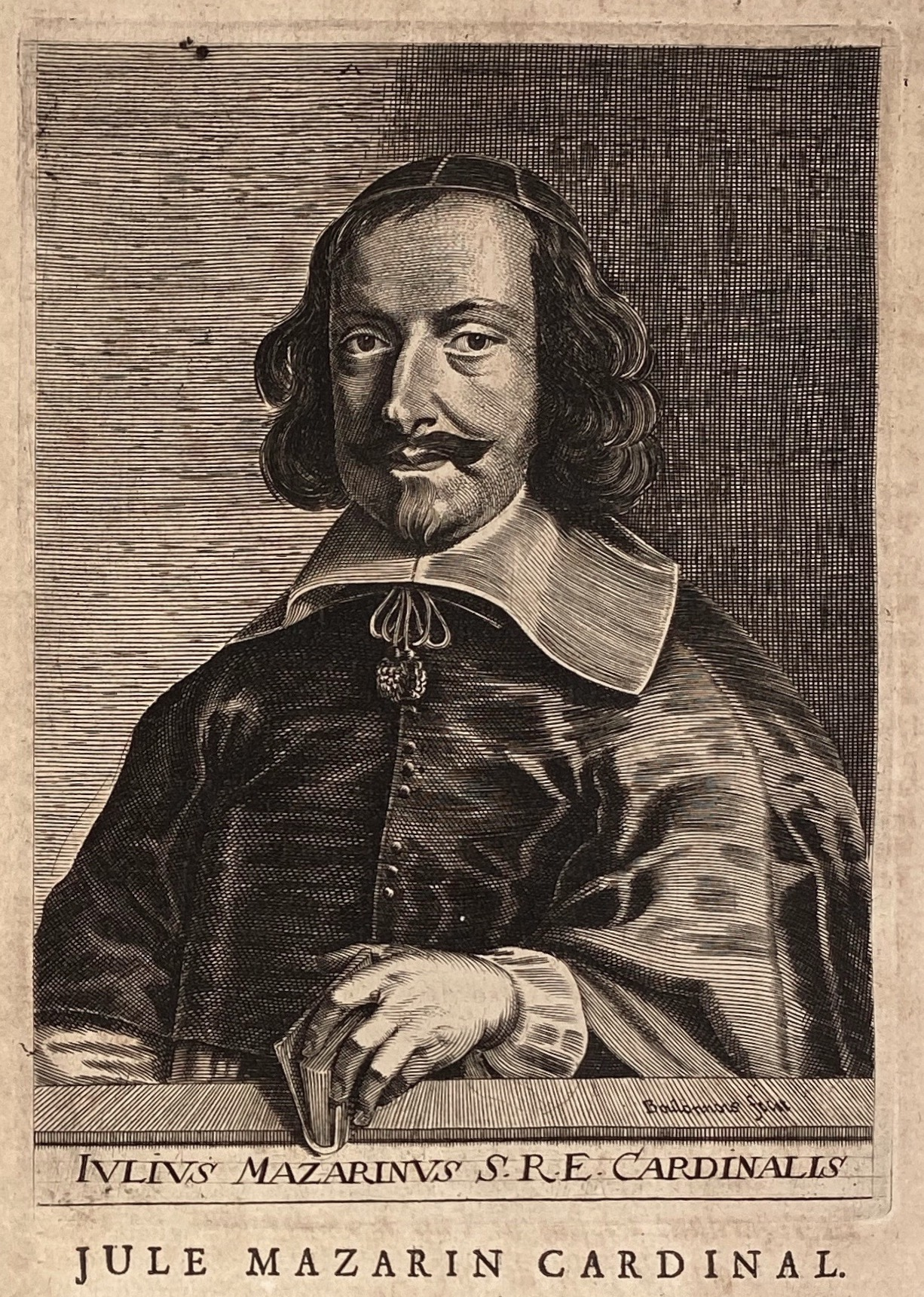
Giulio Mazzarino

- Gaio Giulio Cesare, console e dittatore romano
- Giulio Alberoni, cardinale italiano
- Giulio Aleni, gesuita, missionario, astronomo, letterato, geografo e matematico italiano
- Giulio Andreotti, politico, scrittore e giornalista italiano
- Giulio Carlo Argan, critico d'arte, politico e docente italiano
- Giulio Caccini, compositore, arpista e cantore italiano
- Giulio Douhet, generale italiano
- Giulio Einaudi, editore italiano
- Giulio Mazzarino, cardinale, politico e diplomatico italiano
- Giulio Masetti, pilota automobilistico e nobile italiano
- Giulio Monteverde, scultore e politico italiano
- Giulio Natta, ingegnere e accademico italiano
- Giulio Romano, architetto e pittore italiano
- Giulio Tremonti, politico, avvocato e accademico italiano

### Variante Julio

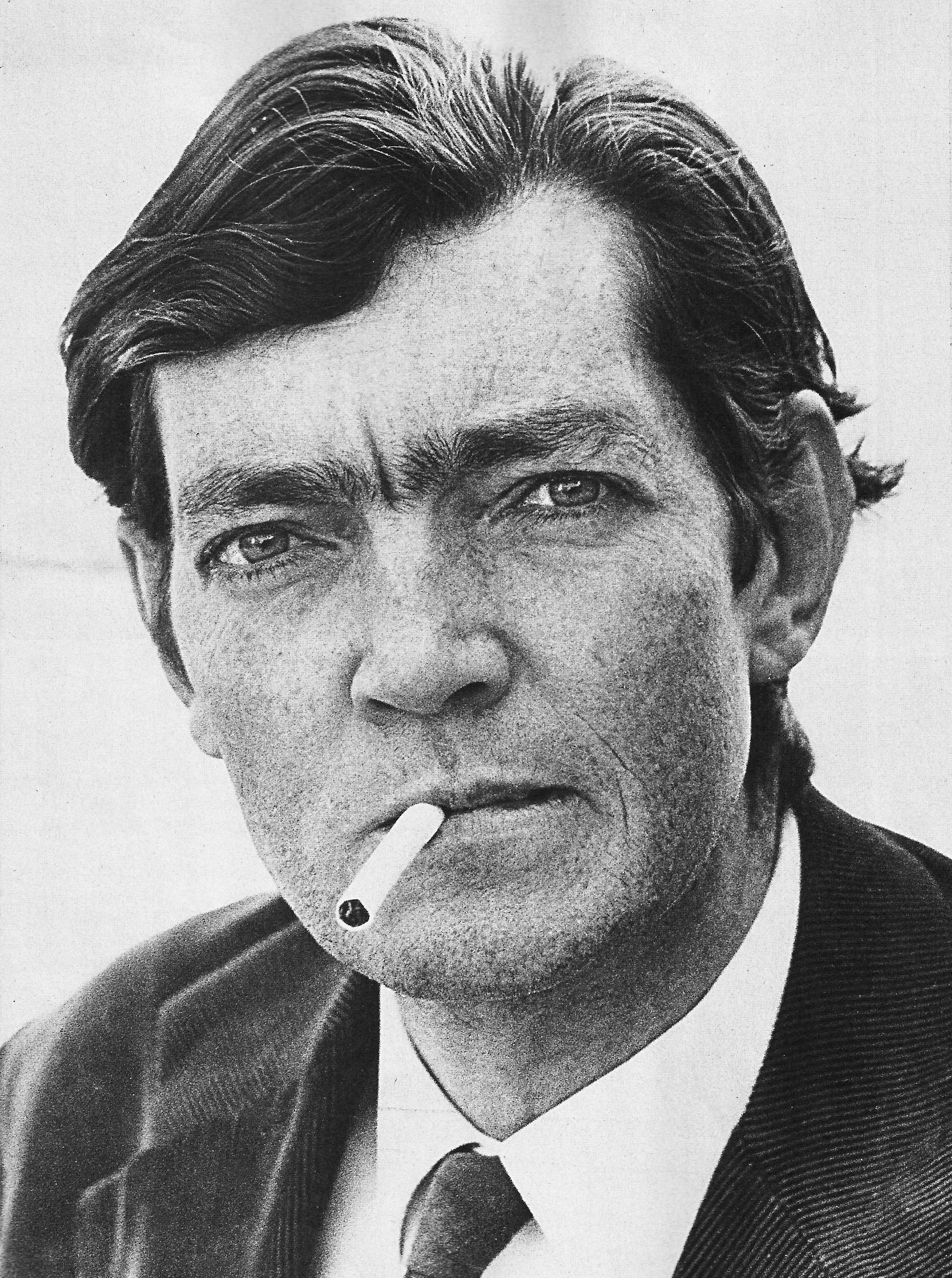
Julio Cortázar

Julio Velasco

- Julio Velasco  allenatore di pallavolo e dirigente sportivo argentino
- Julio Caro Baroja, antropologo, storico e linguista spagnolo
- Julio Bocca, danzatore argentino
- Julio Borges, politico e avvocato venezuelano
- Julio Cortázar, scrittore, poeta e drammaturgo argentino naturalizzato francese
- Julio Ricardo Cruz, calciatore argentino
- Julio Valentín González, calciatore paraguaiano
- Julio Iglesias, cantante spagnolo
- Julio Alberto Pérez Cuapio, ciclista su strada messicano

### Variante Julius

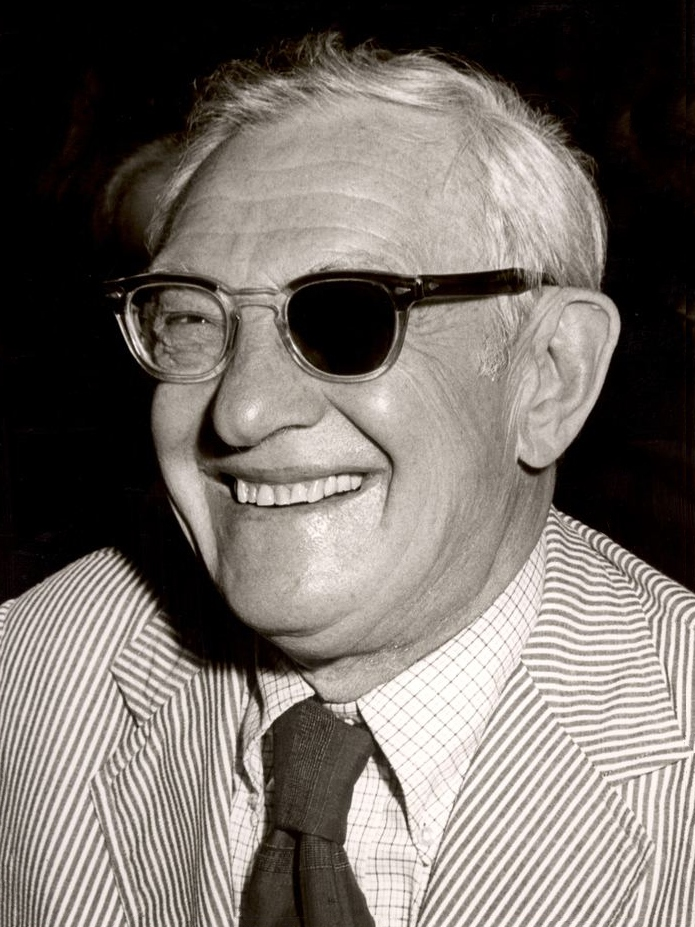
Julius Axelrod

- Julius Axelrod, biochimico statunitense
- Julius Erving, cestista statunitense
- Julius Evola, filosofo, pittore, poeta, scrittore ed esoterista italiano
- Julius Fučík, giornalista, scrittore e antifascista ceco
- Julius Fučík, compositore ceco
- Julius von Payer, alpinista, esploratore e pittore austro-ungarico
- Julius Wagner-Jauregg, medico austriaco

### Variante Jules

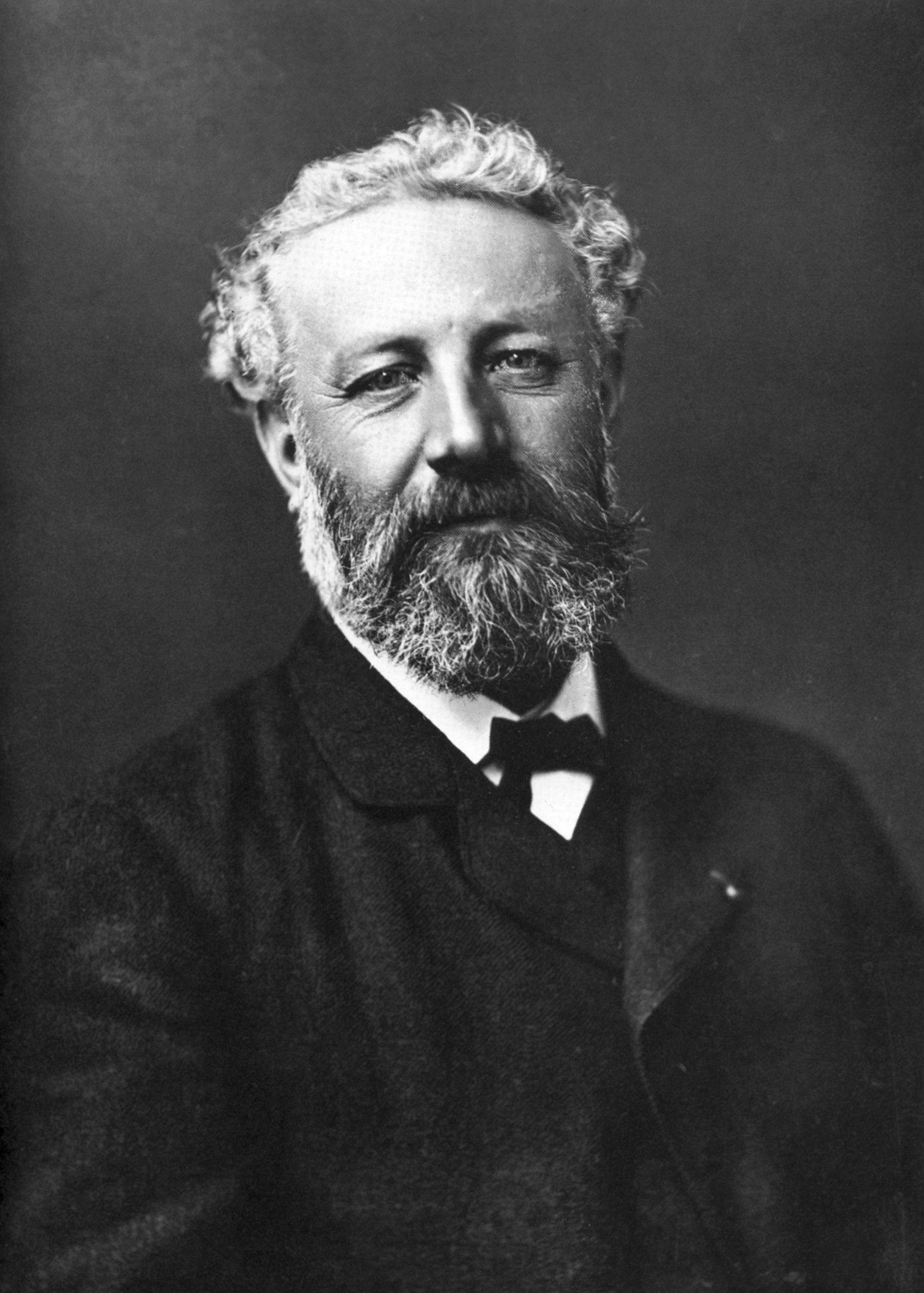
Jules Verne

- Jules Amédée Barbey d'Aurevilly, scrittore francese
- Jules Bianchi, pilota automobilistico francese
- Jules Bordet, medico e batteriologo belga
- Jules Dumont d'Urville, navigatore, esploratore e cartografo francese
- Jules Grévy, politico francese
- Jules Guesde, politico e giornalista francese
- Jules Laforgue, poeta francese
- Jules Massenet, compositore francese
- Jules Michelet, storico francese
- Jules Oppert, archeologo tedesco naturalizzato francese
- Jules Perrot, ballerino e coreografo francese
- Jules Rimet, dirigente sportivo francese
- Jules Verne, scrittore francese

### Variante Gyula

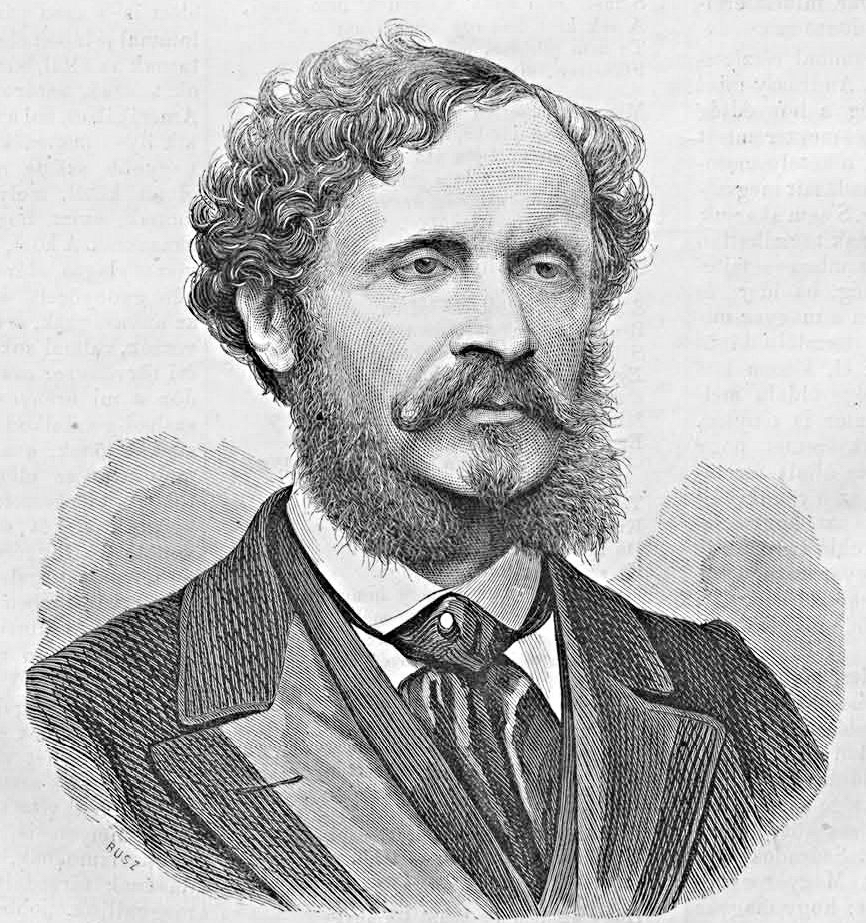
Gyula Andrássy il Vecchio

- Gyula Andrássy il Giovane, politico ungherese
- Gyula Andrássy il Vecchio, politico ungherese
- Gyula Horn, politico ungherese
- Gyula Krúdy, scrittore ungherese
- Gyula Neukomm, compositore di scacchi ungherese
- Gyula Zsengellér, calciatore e allenatore di calcio ungherese

## Il nome nelle arti
- Jules e Jim è il titolo di un lungometraggio di François Truffaut tratto dall'omonimo romanzo di Henri-Pierre Roché.
- don Giulio è il protagonista del film del 1985 La messa è finita, diretto e interpretato da Nanni Moretti.
- Giulio è un personaggio del film del 1987 La famiglia, diretto da Ettore Scola.
- Giulio Basletti è il protagonista del film del 1974 Romanzo popolare, diretto da Mario Monicelli.
- Giulio Cerioni è il protagonista del film del 1963 Il successo, diretto da Mauro Morassi.
- Jules Joseph Anthelme Maigret, ovvero il Commissario Maigret, è un personaggio letterario, creato da Georges Simenon, protagonista di numerosi romanzi e racconti di genere poliziesco.
- Jules Winnfield è un personaggio del film Pulp Fiction di Quentin Tarantino.
- Julius Kingsley è un personaggio della serie di film anime Code Geass: Akito the Exiled.
- Giulio Verme è il protagonista del film del 2015 Italiano medio, diretto e interpretato da Maccio Capatonda.

## Curiosità
- Da papa Giulio II prese il nome di "giulio" una moneta dello Stato Pontificio introdotta nel 1504. Un giulio equivaleva a 2 grossi o a 10 baiocchi o a 50 quattrini.
- Il mese di luglio è così chiamato in onore di Giulio Cesare